# Andrés Vázquez de Sola
Andrés Vázquez de Sola (San Roque, Cádiz, 25 de julio de 1927-Monachil, Granada, 26 de septiembre de 2024) fue un periodista y dibujante español.

## Biografía
Nació en San Roque, Cádiz, poco antes de la guerra civil, en el seno de una familia de “derechas y de orden”. Educado según los valores de la época, primero en el Instituto de la Línea y luego en el Ilustre Colegio Seminario de Teólogos y Juristas del Sacromonte de Granada, de donde sale sin terminar sus estudios, posiblemente por las ya visibles divergencias de su pensamiento con el de sus preceptores.
En Granada comienza algo más tarde su carrera periodística en el diario Patria. En aquellos tiempos todos los periódicos españoles exhibían la misma línea política: llamados unos del Movimiento y otros de Editorial Católica, dejaban poco espacio a la expresión de las inquietudes del tipo de las que, ya entonces, ocupaban el pensamiento del artista.
Desde el punto de vista político, Vázquez de Sola va radicalizando su ideología en la medida en que madura dentro de un entorno que le muestra, despiadadamente, qué significan palabras como fascismo, represión, capital, etc. Esta circunstancia le hace militar clandestinamente a partir de 1951, recibiendo su primer carné del Partido Comunista Español (PCE) en 1960. 
Después de atravesar algunas dificultades con las autoridades del momento, sufriendo por ello diversos actos de censura, despidos, deportaciones a regiones alejadas, aunque dentro del propio territorio español, abandona el diario Madrid del cual era colaborador fijo, así como Televisión Española donde presentaba el programa La Noche del Sábado, dibujando ante las cámaras caricaturas de los participantes, se marcha a París a pie. Corría el año 1959.
En la capital francesa duerme bajo los puentes del Sena, pasando así una temporada, sin dudas, difícil, hasta la publicación de “La Gran Corrida Franquista” en Le Canard Enchainé, el periódico satírico más importante de Francia. La recepción fue inesperada, ante la gran demanda suscitada, el periódico realiza una tirada especial de un millón de ejemplares. A partir de ese momento, su vida profesional se estabiliza, es ya por entonces un periodista francés manteniéndose en la profesión durante 30 años y formando parte de la dirección de su periódico.
Trabaja en Le Canard enchaîné, Le Monde, Le Monde Diplomatique, L´Humanité, etc., publica libros, realiza numerosas exposiciones personales y colectivas, colabora en programas de radio y televisión. En 1972 en Bordighera, Italia, recibe la codiciada Palma d´Oro y el Nasreddin Hoca, en Turquía, en el año 1974. 
Consagrado ya para el dibujo satírico y político, potencia cada vez con más fuerza otra de sus vertientes, la de pintor y es así que pasa del pequeño al gran formato, creando obras en las que poco a poco, depura su estilo personal. Los años 70 motivan al artista a soñar de otra manera, ahora realiza monumentales cuadros al óleo, donde, sin las bridas de los colores blanco y negro, característicos de la prensa escrita y sin la cota de los 15 o 12 cm² donde plasmar su idea, encuentra una nueva línea en el orden profesional.
En 1985, se retira del trabajo periodístico, instalándose en España. A partir de ese momento, se dedica a pintar y a hacer exposiciones monográficas. Entre sus últimas muestras citamos Lorca y sus Amigos, Mujeres de mis sueños, La Generación del 27, República o “Esto”, Homenaje a Francisco Ayala, Besitos desde Sodoma y A la Pintura. En estos momentos prepara una exposición de homenaje a Miguel Hernández y recientemente ha publicado dos libros, uno de ellos dedicado a la inmigración con el título de Cenizas de un mar en llamas. En 2014 se le otorga la Medalla de Andalucía